# Rauchenwarth
Rauchenwarth är en ort och kommun i Österrike. Den ligger i distriktet Bruck an der Leitha i förbundslandet Niederösterreich, 18 km sydost om huvudstaden Wien. 